# العنب (مكيراس)

تعديل مصدري - تعديل

العنب هي إحدى قرى عزلة مكيراس بمديرية مكيراس التابعة لمحافظة البيضاء، بلغ تعداد سكانها 547 نسمة حسب تعداد اليمن لعام 2004.